# Jun Mizukoshi
Jun Mizukoshi (japanisch 水越 潤 Mizukoshi Jun; * 15. Januar 1975 in der Präfektur Nara) ist ein ehemaliger japanischer Fußballspieler.

## Karriere
Mizukoshi erlernte das Fußballspielen in der Schulmannschaft der Tenri High School und der Universitätsmannschaft der Tenri-Universität. Seinen ersten Vertrag unterschrieb er 1997 bei den Takada FC (heute: Diablossa Takada FC). Danach spielte er bei den Albirex Niigata, Jatco FC, EHC Hoensbroek, Ventforet Kofu, New Wave Kitakyushu, TDK und Nara Club. Ende 2010 beendete er seine Karriere als Fußballspieler.